# Gare de Maulévrier
La gare de Maulévrier est une ancienne gare ferroviaire française sur une portion fermée de la ligne de La Possonnière à Niort, située sur le territoire de la commune de Maulévrier, dans le département de Maine-et-Loire, en région Pays de la Loire.

## Situation ferroviaire
Établie à 138 mètres d'altitude, la gare de Maulévrier est située au point kilométrique (PK) 53,770 de la ligne de La Possonnière à Niort, entre la gare ouverte de Cholet et celle fermée de Mauléon - Saint-Aubin.

## Histoire
La gare a été mise en service le 28 décembre 1868 par la Compagnie du chemin de fer de Paris à Orléans (PO).
La gare est fermée lors de la mise sur route de la ligne Nantes-Poitiers en 1976.